# Satyrus amalthea
Satyrus amalthea är en fjärilsart som beskrevs av Frivaldsky 1845. Satyrus amalthea ingår i släktet Satyrus och familjen praktfjärilar. Inga underarter finns listade.